# Park Ji-Sung
Park Ji-Sung, južnokorejski nogometaš, * 25. februar 1981, Goheung, Južna Koreja. 
Park Ji-Sung je nekdanji nogometaš, ki je igral na poziciji veznega igralca. Park je prvi azijski nogometaš, ki je dosegel gol v Ligi prvakov.
Ji-Sung je igral tudi za južnokorejsko nogometno reprezentanco s katero je na SP 2002 dosegel 4. mesto, po tem ko je Južna Koreja izgubila v tekmi proti Turčiji. 
Med svetovnim prvenstvom je takratni trener južnokorejske reprezentance Guus Hiddink postal trener PSV Eindhovna, in s tem s seboj pripeljal tudi Ji-Sunga. Dve sezone kasneje pa je Ji-Sung prestopil k Manchester Unitedu za 4 milijone funtov. 
Park je bil še posebej znan po svoji izjemni fizični pripravljenosti, pregledom nad igro in ekipnim delom.
Julija 2012 je podpisal pogodbo z londonskim klubom Queens Park Rangers.

## Nagrade

### Kjoto Purple Sanga
- J. League 2. divizija
  - Prvaki (1): 2001
- Cesarski pokal
  - Zmagovalci (1): 2002

### PSV Eindhoven
- Eredivisie
- Prvak (1): 2004/05
  - Podprvaki (1): 2003-04
- Pokal KNVB
  - Zmagovalci (1): 2005

### Manchester United
- Premier League
- Prvak (2): 2006-07, 2007-08
  - Podprvak (1): 2005-06
- Angleški ligaški nogometni pokal
  - Zmagovalci (1): 2006.
- FA Community Shield
- Zmagovalci (1): 2007.
- Nogometna Liga prvakov
- Zmagovalci (1): (2007/08)

### Južna Koreja
- Svetovno prvenstvo v nogometu
- Četrto mesto: 2002